# اوتماروو
اوتماروو (به چکی: Otmarov) یک منطقهٔ مسکونی در جمهوری چک است که در ناحیه برنو-تسوونتری واقع شده‌است. اوتماروو ۱٫۲۵ کیلومتر مربع مساحت و ۲۶۱ نفر جمعیت دارد و ۱۸۹ متر بالاتر از سطح دریا واقع شده‌است.